# Alireza Karimi
Alireza Karimi (21 de marzo de 1994), es un luchador iraní de lucha libre. Consiguió una medalla de bronce en Campeonato Mundial en 2015. Ganó una medalla de oro en Campeonato Asiático de 2015. Dos veces venció en la Copa del Mundo, en el 2014 y 2015. Campeón Mundial de Juniores del año 2014.